# Liste des parcs nationaux de la république populaire de Chine
 (janvier 2017).
Si vous disposez d'ouvrages ou d'articles de référence ou si vous connaissez des sites web de qualité traitant du thème abordé ici, merci de compléter l'article en donnant les références utiles à sa vérifiabilité et en les liant à la section « Notes et références ».

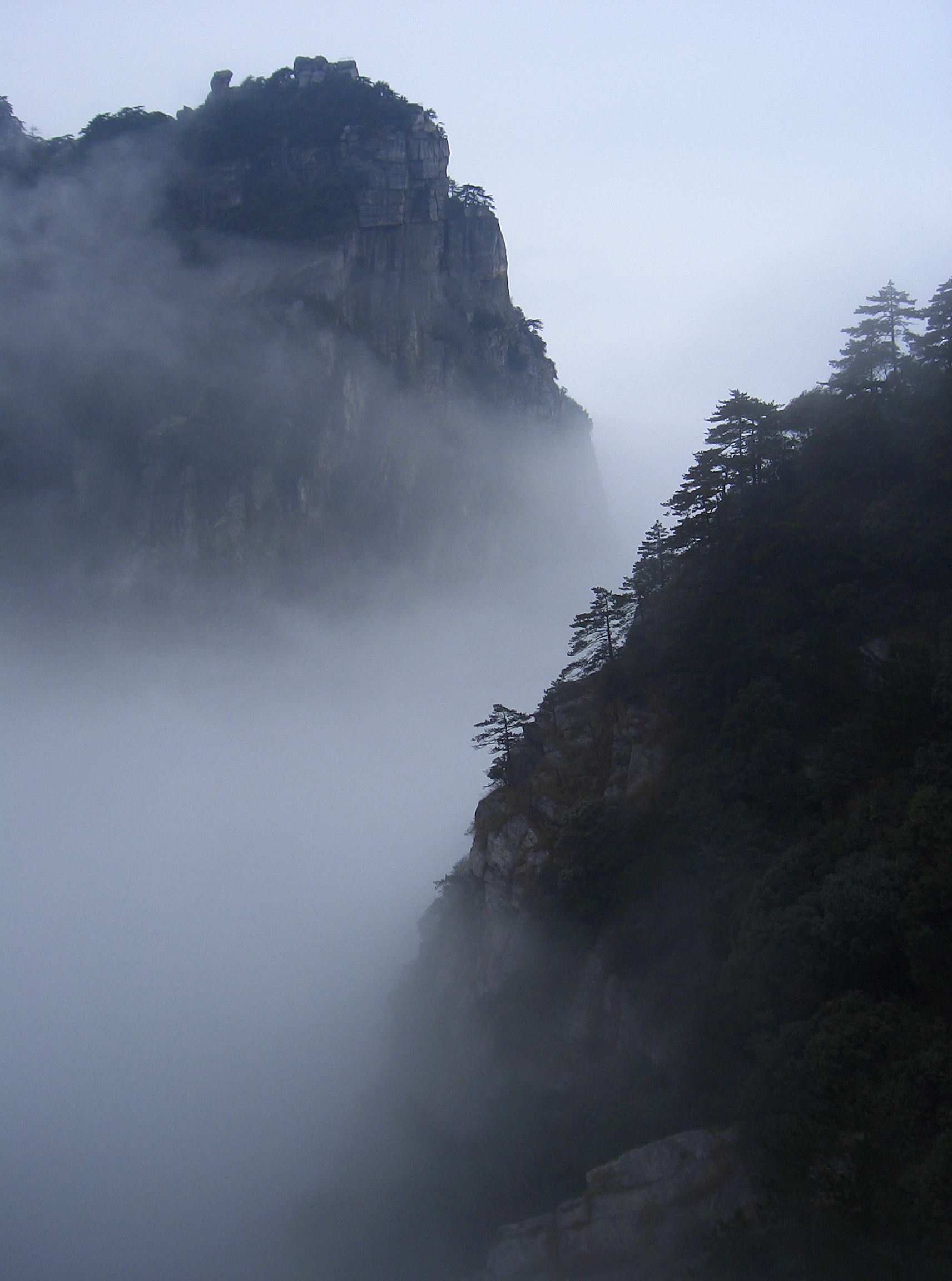
Paysage du Lu Shan

En république populaire de Chine, les parcs nationaux sont appelés « zones d'intérêt paysager et historique d'importance nationale » (Guojia Zhongdian Fengjing Mingshengqu - 国家重点风景名胜区). En 2013, ils sont au nombre de 225. Certains d'entre eux sont des « parcs géologiques nationaux », dont le but est de protéger les sites géologiques d'importance tout en encourageant à la fois le tourisme et la recherche scientifique.

## Liste des parcs nationaux

### Première série (date de proclamation: 8 novembre 1982)
- Parc national de Badaling - Tombeaux des Ming, Pékin (八达岭—十三陵风景名胜区)
- Parc national de la résidence de montagne de Chengde, Hebei (承德避暑山庄外八庙风景名胜区)
- Parc national de Beidaihe, Hebei (秦皇岛北戴河风景名胜区)
- Parc national du mont Wutai, Shanxi (五台山风景名胜区)
- Parc national du mont Heng, Shanxi (恒山风景名胜区)
- Parc national du mont Qian, Liaoning (鞍山千山风景名胜区)
- Parc national du lac Jingpo, Heilongjiang (镜泊湖风景名胜区)
- Parc national de Wudalianchi, Heilongjiang (五大连池风景名胜区)
- Parc national du lac Tai, Jiangsu (太湖风景名胜区)
- Parc national du mont Zhong de Nankin, Jiangsu (南京钟山风景名胜区) également connu sous le nom de Parc national de la Montagne Pourpre
- Parc national du lac de l'ouest de Hangzhou, Zhejiang (杭州西湖风景名胜区)
- Parc national du fleuve Fuchun - Xin'an, Zhejiang (富春江—新安江风景名胜区)
- Parc national des monts Yandang, Zhejiang (雁荡山风景名胜区)
- Parc national du mont Putuo, Zhejiang (普陀山风景名胜区)
- Parc national de Huangshan[1] (Anhui)
- Parc national du mont Jiuhua, Anhui (九华山风景名胜区)
- Parc national du mont Tianzhu, Anhui (天柱山风景名胜区)
- Parc national des monts Wuyi, Fujian (武夷山风景名胜区)
- Parc national du mont Lu[2], Jiangxi (庐山风景名胜区)
- Parc national des monts Jinggang, Jiangxi (井冈山风景名胜区)
- Parc national du mont Tai, Shandong (泰山风景名胜区)
- Parc national du mont Lao de Qingdao, Shandong (青岛崂山风景名胜区)
- Parc national du mont Jigong, Henan (鸡公山风景名胜区)
- Parc national des grottes Longmen de Luoyang, Henan (洛阳龙门风景名胜区)
- Parc national du mont Song[2], Henan (嵩山风景名胜区)
- Parc national du lac de l'est de Wuhan, Hubei (武汉东湖风景名胜区)
- Parc national des monts Wudang, Hubei (武当山风景名胜区)
- Parc national du mont Heng, Hunan (衡山风景名胜区)
- Parc national du lac de la constellation de Zhaoqing (Guangdong) (肇庆星湖风景名胜区)
- Parc national de la rivière Li de Guilin, Guangxi (桂林漓江风景名胜区)
- Parc national des trois Gorges du Yangtsé, Chongqing, Hubei (长江三峡风景名胜区)
- Parc national du mont Jinyun de Chongqing, Chongqing (重庆缙云山风景名胜区)
- Parc national du mont Emei, Sichuan (峨眉山风景名胜区)
- Parc national de Huanglongsi - Jiuzhaigou (Sichuan)
- Parc national du mont Qingcheng - Dujiangyan (Sichuan)
- Parc national de la voie Jianmen, Sichuan (剑门蜀道风景名胜区)
- Parc national de Huangguoshu, Guizhou (黄果树风景名胜区)
- Parc national de Shilin[2], Yunnan (路南石林风景名胜区)
- Parc national de Dali, Yunnan (大理风景名胜区)
- Parc national de Xishuangbanna, Yunnan (西双版纳风景名胜区)
- Parc national du mont Hua, Shaanxi (华山风景名胜区)
- Parc national du mont Li de Lintong, Shaanxi (临潼骊山风景名胜区)
- Parc national du mont Maiji, Gansu (麦积山风景名胜区)
- Réserve naturelle des monts Tian, Xinjiang (天山天池风景名胜区)

### Deuxième série (date de proclamation:1eraoût 1988)
- Parc national Yesanpo, Hebei (野三坡风景名胜区)
- Parc national du mont Cangyan, Hebei (苍岩山风景名胜区)
- Parc national de Huanghe Hukou Pubu, Shanxi et Shaanxi (黄河壶口瀑布风景名胜区)
- Parc national du fleuve Yalou, Liaoning (鸭绿江风景名胜区)
- Parc national de la plage Jinshi, Liaoning (金石滩风景名胜区)
- Parc national de Xingcheng-Plage, Liaoning (兴城海滨风景名胜区)
- Parc national de Dalian-Plage Lüshunkou, Liaoning (大连海滨—旅顺口风景名胜区)
- Parc national du lac Songhua, Jilin (松花湖风景名胜区)
- Parc national des « Huit Grands Ministères » du bassin Jingyue, Jilin (“八大部”—净月潭风景名胜区)
- Parc national des monts Yuntai, Jiangsu (云台山风景名胜区)
- Parc national du lac mince de l'ouest, Jiangsu (蜀岗瘦西湖风景名胜区)
- Parc national du mont Tiantai, Zhejiang (天台山风景名胜区)
- Parc national de l'archipel de Shengsi, Zhejiang (嵊泗列岛风景名胜区)
- Parc national de la rivière Nanxi, Zhejiang (楠溪江风景名胜区)
- Parc national du mont Langya, Anhui (琅琊山风景名胜区)
- Parc national du mont Qingyuan, Fujian (清源山风景名胜区)
- Parc national du mont Wanshi/Gulangyu, Fujian (鼓浪屿—万石山风景名胜区)
- Parc national du mont Taimu, Fujian (太姥山风景名胜区)
- Parc national du mont Sanqing, Jiangxi (三清山风景名胜区)
- Parc national du mont Longhu[2], Jiangxi (龙虎山风景名胜区)
- Parc national des plages de la péninsule de Jiaodong, Shandong (胶东半岛海滨风景名胜区)
- Parc national du mont Dahong, Hubei (大洪山风景名胜区)
- Parc national de Wulingyuan, Hunan (武陵源风景名胜区)
- Parc national de la tour de Yueyanglou du lac Dongting, Hunan (岳阳楼洞庭湖风景名胜区)
- Parc national du mont Xiqiao, Guangdong (西樵山风景名胜区)
- Parc national des monts Danxia, Guangdong (丹霞山风景名胜区)
- Parc national de la montagne de l'ouest de Guiping, Guangxi (桂平西山风景名胜区)
- Parc national du mont Hua, Guangxi (花山风景名胜区)
- Parc national du mont Jinfo (mont du Bouddha d'or), Chongqing (金佛山风景名胜区)
- Parc national du Minya Konka, Sichuan (贡嘎山风景名胜区)
- Parc national de la mer de bambou, Sichuan (蜀南竹海风景名胜区)
- Parc national de la grotte de Zhijin, Guizhou (织金洞风景名胜区)
- Parc national de Wuyanghe (Guizhou) (㵲阳河风景名胜区)
- Parc national de Hongfenghu (Guizhou) (红枫湖风景名胜区)
- Parc national de Longgong (Guizhou) (龙宫风景名胜区)
- Parc national de Sanjiangbinliu (Yunnan) (三江并流风景名胜区)
- Parc national de Dianchi (Yunnan) (昆明滇池风景名胜区)
- Parc national du mont enneigé Yulong (Yunnan) (丽江玉龙雪山风景名胜区)
- Parc national du Yarlung Zangbo (Tibet) (雅砻河风景名胜区)
- Parc national de Xixia Wangling (Níngxià) (西夏王陵风景名胜区)

### Troisième série (date de proclamation: 10 janvier 1994)
- Parc national de Panshan (Tianjin, 盘山风景名胜区)
- Parc national de Zhangshiyan (Hebei, 嶂石岩风景名胜区)
- Parc national de Beiwudangshan (Shanxi, 北武当山风景名胜区)
- Parc national de Wulaofeng (zh) (Shanxi), 五老峰风景名胜区
- Parc national de Fenghuangshan (Liaoning, 凤凰山风景名胜区)
- Parc national de Benxi Shuidong (zh) (Liaoning, 本溪水洞风景名胜区)
- Parc national de Moganshan (Zhejiang, 莫干山风景名胜区)
- Parc national de Xuedoushan (Zhejiang, 雪窦山风景名胜区)
- Parc national de Shuanglong (zh) (Zhejiang, 双龙风景名胜区)
- Parc national de Xiandu (zh) (Zhejiang, 仙都风景名胜区)
- Parc national de Qiyunshan (Anhui, 齐云山风景名胜区)
- Parc national de Taoyuandong - Linyin Shilin (Fujian, 桃源洞—鳞隐石林风景名胜区)
- Parc national de Jinhu (zh) (Fujian, 泰宁风景名胜区)
- Parc national de Yuanyangxi (Fujian, 鸳鸯溪风景名胜区)
- Parc national de Haitan (Fujian, 海坛风景名胜区)
- Parc national de Guanzhishan (zh) (Fujian, 冠豸山风景名胜区)
- Parc national de Wangwushan (zh) - Yuntaishan (zh) (Henan, 王屋山—云台山风景名胜区)
- Parc national de Longzhong (zh) (Hubei, 隆中风景名胜区])
- Parc national de Jiugongshan (Hubei, 九宫山风景名胜区)
- Parc national de Shaoshan (Hunan, 韶山风景名胜区)
- Parc national de Sanya Redai Haibin (Hainan, 三亚热带海滨风景名胜区)
- Parc national de Simianshan (Chongqing)
- Parc national de Xiling Xueshan (Sichuan)
- Parc national de Siguniangshan (Sichuan)
- Parc national de Zhangjiang (Guizhou)
- Parc national de Chishui (Guizhou)
- Parc national de Malinghe Xiagu (Guizhou)
- Parc national de Tengchong Dire Huoshan[1] (Yunnan)
- Parc national de Ruilijiang - Dayingjiang (Yunnan)
- Parc national de Jiuxiang (Yunnan)
- Parc national de Jianshui (Yunnan)
- Parc national de Tiantaishan (Shaanxi)
- Parc national de Kongtongshan (Gansu)
- Parc national de Mingshashan - Yueyaquan (Gansu)
- Parc national de Qinghaihu (Qinghai)

### Quatrième série (date de proclamation: 17 mai 2002)
- Parc national de Shihuadong[1] (Beijing) (石花洞风景名胜区)
- Parc national de Xibaipo - Tianguishan (Hebei) (西柏坡—天桂山风景名胜区)
- Parc national de Kongshan Baiyundong (Hebei) (崆山白云洞风景名胜区)
- Parc national de Zalantun (Mongolie-Intérieure) (扎兰屯风景名胜区)
- Parc national de Qingshangou (Liaoning) (青山沟风景名胜区)
- Parc national de Yiwulüshan (Liaoning) (医巫闾山风景名胜区)
- Parc national de Xianjingtai (Jilin) (仙景台风景名胜区)
- Parc national de Fangchuan (Jilin) (防川风景名胜区)
- Parc national de Jianglangshan (Zhejiang) (江郎山风景名胜区)
- Parc national de Xianju (Zhejiang) (仙都风景名胜区)
- Parc national de Huanjiang - Wuxie (Zhejiang) (浣江—五泄风景名胜区)
- Parc national de Caishi (Anhui) (采石风景名胜区)
- Parc national de Chaohu (Anhui) (巢湖风景名胜区)
- Parc national de Huashan Miku - Jianjiang (Anhui) (花山谜窟—渐江风景名胜区)
- Parc national de Gushan (Fujian) (鼓山风景名胜区)
- Parc national de Yuhuadong (Fujian) (玉华洞风景名胜区)
- Parc national de Xiannühu (Jiangxi) (仙女湖风景名胜区)
- Parc national de Sanbaishan (Jiangxi) (三百山风景名胜区)
- Parc national de Boshan (Shandong) (博山风景名胜区)
- Parc national de Qingzhou (Shandong) (青州风景名胜区)
- Parc national de Shirenshan (Henan) (石人山风景名胜区)
- Parc national de Lushui (Hubei) (陆水风景名胜区)
- Parc national de Yuelushan (Hunan) (岳麓山风景名胜区)
- Parc national de Langshan[1] (Hunan) (崀山风景名胜区)
- Parc national de Baiyunshan (Guangdong) (白云山风景名胜区)
- Parc national de Huizhou - Xihu (Guangdong) (惠州西湖风景名胜区)
- Parc national de Furongjiang (Chongqing) (芙蓉江风景名胜区)
- Parc national de Shihai Dongxiang (Sichuan) (石海洞乡风景名胜区)
- Parc national de Qionghai - Luojishan (Sichuan) (邛海—螺髻山风景名胜区)
- Parc national de Huangdiling (Shaanxi) (黄帝陵风景名胜区)
- Parc national du désert de Kumtag (Xinjiang) (库木塔格沙漠风景名胜区)
- Parc national du lac Bosten (Xinjiang) (博斯腾湖风景名胜区)

### Cinquième série (date de proclamation: 13 janvier 2004)
- Parc national de Sanshan (Jiangsu)
- Parc national de Fangyan (Zhejiang)
- Parc national de Baizhangji - Feiyunhu (Zhejiang)
- Parc national de Taijidong (Anhui)
- Parc national de Shibachongxi (Fujian)
- Parc national de Qingyunshan (Fujian)
- Parc national de Meiling - Tengwangge (Jiangxi)
- Parc national de Guifeng (Jiangxi)
- Parc national de Linlüshan (Henan)
- Parc national de Mengdonghe (Hunan)
- Parc national de Taohuayuan (Hunan)
- Parc national de Luofushan (Guangdong)
- Parc national de Huguangyan[1] (Guangdong)
- Parc national de Tiankeng Difeng (Chongqing)
- Parc national de Bailonghu (Sichuan)
- Parc national de Guangwushan - Nuoshuihe (Sichuan)
- Parc national du mont Tiantai (Sichuan)
- Parc national de Longmenshan[2] (Sichuan)
- Parc national de Doupengshan - Jianjiang (Guizhou)
- Parc national de Jiudongtian (Guizhou)
- Parc national de Jiulongdong (Guizhou)
- Parc national de Liping Dongxiang (Guizhou)
- Parc national de Puzhehei (Yunnan)
- Parc national d'Alu (Yunnan)
- Parc national de Qiachuan (Shaanxi)
- Parc national du lac Sayram (Xinjiang)

### Sixième série (date de proclamation: 31 décembre 2005)
- Parc national de Fangshan - Changyu Dongtian (Zhejiang)
- Parc national de Huatinghu (Anhui)
- Parc national de Gaoling - Yaoli (Jiangxi)
- Parc national de Wugongshan (Jiangxi)
- Parc national de Yunjushan - Zhelinhu (Jiangxi)
- Parc national de Qingtianhe (Henan)
- Parc national de Shennongshan (Henan)
- Parc national de Ziquejie Titian - Meishan Longgong (Hunan)
- Parc national de Dehang (德夯风景名胜区, Hunan)
- Parc national de Getuhe Chuandong (Guizhou)

### Septième série (date de proclamation: 28 décembre 2009)
- Parc national de Taiyangdao, Heilongjiang
- Parc national de Tianmushan, Zhejiang
- Parc national de Fozishan, Fujian
- Parc national de Baoshan,Fujian
- Parc national de Fu'an Baiyunshan, Fujian
- Parc national de Lingshan, Jiangxi
- Parc national de Tongbaishan - Huaiyuan, Henan
- Parc national de Zhengzhou Huanghe, Henan
- Parc national de Suxianling - Wanhuayan, Hunan
- Parc national de Nanshan, Hunan
- Parc national de Wanfoshan - Dongzhai, Hunan
- Parc national de Huxingshan - Huayao, Hunan
- Parc national de Dongjianghu, Hunan
- Parc national de Wutongshan, Guangdong
- Parc national de Pingtang, Guizhou
- Parc national de Rongjiang Miaoshan Dongshui, Guizhou
- Parc national de Shiqian Wenquanqun, Guizhou
- Parc national de Yanhe Wujiang Shanxia, Guizhou
- Parc national de Weng'an Jiangjiehe, Guizhou
- Parc national de Namco - Nyainqêntanglha Shan, Tibet
- Parc national de Tanggulashan - Nujiangyuan, Tibet

### Huitième série (date de proclamation: 31 octobre 2012)
La huitième liste proclamée le 31 octobre 2012, ajoute 17 nouveaux parcs :
- Parc national de Taihang Daxiagu, Hebei
- Parc national de Xiangtangshan, Hebei
- Parc national de Wahuanggong, Hebei
- Parc national de Qikou, Shanxi
- Parc national de Dahongyan, Zhejiang
- Parc national de Lingtongshan, Fujian
- Parc national de Meizhoudao, Fujian
- Parc national de Shennongyuan, Jiangxi
- Parc national de Damaoshan, Jiangxi
- Parc national de Fenghuang,  Hunan
- Parc national de Weishan,  Hunan
- Parc national de Yandiling,  Hunan
- Parc national de Baishuidong, Hunan
- Parc national de Tanzhangxia, Chongqing
- Parc national de Tulin - Gugê, Tibet
- Parc national de Xumishan Shiku, Níngxià
- Parc national de Lopren Cunzhai, Xinjiang

### Neuvième série (date de proclamation: 21 mars 2017)
La neuvième série, proclamée le 21 mars 2017, ajoute les 19 parcs suivants :
- Parc national d'Ergun (Mongolie-Intérieure 额尔古纳风景名胜区)
- Parc national de la rivière Dazhi (Heilongjiang)
- Parc national de la grand montagne de grottes (Zhejiang)
- Parc national de la montagne Xianhua (Zhejiang)
- Parc national de Taozhu (Zhejiang)
- Parc national de Longchuan (Anhui)
- Parc national du lac Pingtian (Anhui)
- Parc national de la rivière Dazhi (Heilongjiang)
- Parc national de Ruijin (Jiangxi)
- Parc national de Wudang (Jiangxi)
- Parc national de Yang Qishan (Jiangxi)
- Parc national de Hanxianyan (Jiangxi)
- Parc national de la montagne de Bouddha (Shandong)
- Parc national de du réservoir de Danjiangkou (Hubei)
- Parc national de la montagne Jiuyi (Hunan)
- Parc national de la montagne de Wulong (Hunan)
- Parc national des gorges du Mi Cangshan (Sichuan)
- Parc national de la Station Lotus de Guan Shan (Gansu)
- Parc national des gorges du Tuomul (Xinjiang)